# Peter Ustinov
Sir Peter Alexander Ustinov (Londra, 16 aprile 1921 – Genolier, 28 marzo 2004) è stato un attore, sceneggiatore, regista e scrittore britannico.

## Biografia

### Le origini
Peter Ustinov nacque a Swiss Cottage, Londra. Suo padre, Iona (Jona) von Ustinov, per gli amici noto come "Klop", era di origine russa, tedesca, polacca e ebraica, oltre che di discendenza regale etiope attraverso una figlia del negus Teodoro II; aveva servito nell'esercito tedesco come pilota durante la prima guerra mondiale, lavorato come addetto stampa all'ambasciata tedesca a Londra negli anni trenta, e in precedenza aveva lavorato come giornalista per un'agenzia di notizie tedesca; nel 1935 incominciò a lavorare per i servizi segreti britannici MI5, diventando cittadino britannico, così da evitare l'internamento o la deportazione durante la seconda guerra mondiale (Peter Wright nel suo libro Spycatcher ipotizza che Klop potesse essere la spia nota come U35; Ustinov raccontò nella sua autobiografia che suo padre ospitava incontri segreti tra ufficiali britannici e tedeschi nella loro casa di Londra). Il celebre tenore svedese Nicolai Gedda, il cui padre era anch'egli un Ustinov, era legato a questa parte della famiglia.
La madre di Peter Ustinov, Nadia (Nadezhda) Leontievna Benois, era una pittrice e coreografa di origini francesi, tedesche, italiane e russe. Suo padre Leon Benois era stato un architetto imperiale russo e il proprietario del dipinto di Leonardo da Vinci Madonna Benois. Il suo ancora più celebre fratello Alexandre Benois era stato un apprezzato scenografo che aveva lavorato con Stravinskij e Djagilev. Il loro antenato di lato paterno Jules-César Benois era stato uno chef che aveva lasciato la Francia per San Pietroburgo durante la rivoluzione francese, poi diventato capocuoco della corte dello zar Paolo I di Russia.
Ustinov venne educato alla Westminster School ed ebbe un'infanzia difficile e incerta per colpa dei frequenti litigi dei suoi genitori. Dopo aver studiato recitazione, esordì a 17 anni, nel 1938, al Players' Theatre, diventando presto un attore fisso della compagnia.

### La carriera

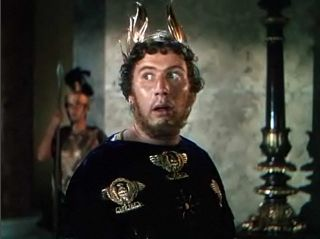
Ustinov nel ruolo di Nerone in Quo vadis (1951)

Ustinov svolse il servizio militare come soldato semplice durante la seconda guerra mondiale, durante la quale girò alcuni film di propaganda con attori come David Niven e cominciò a scrivere. Il suo primo grande successo fu nel 1951 con The Love of Four Colonels. La sua carriera come drammaturgo continuò di pari passo a quella di attore, nella quale il suo ruolo più famoso fu nella piece Romanoff and Juliet, portata sulle scene nel biennio 1957-1958 e poi trasposta per il cinema nel 1961 con il titolo Giulietta e Romanoff. Tra i suoi ruoli più famosi sul grande schermo, l'imperatore Nerone in Quo vadis (1951), il capitano Vere in Billy Budd (1962), Lentulus Batiatus in Spartacus (1960), un anziano sopravvissuto in un futuro totalitario in La fuga di Logan (1976), l'investigatore cinese Hnup Wan nel film Disney Il mistero del dinosauro scomparso (1975), l'investigatore belga Hercule Poirot in diversi film tra cui Assassinio sul Nilo (1978) e Delitto sotto il sole (1982), e l'altro investigatore cinese Charlie Chan in Charlie Chan e la maledizione della regina drago (1981). Lavorò a diversi film anche come sceneggiatore e occasionalmente come regista, tra cui La via della gloria (1944), School For Secrets (1946), Milioni che scottano (1968) e Memed My Hawk (1984).
Vinse due premi Oscar come miglior attore non protagonista per Spartacus nel 1961 e Topkapi nel 1965. Vinse anche un Golden Globe (mise le statuette sulla sua scrivania come in un doppio di tennis, sport che amò per tutta la vita, insieme con la navigazione).
Tra il 1952 e il 1955, Ustinov recitò insieme con Peter Jones nella famosa commedia radiofonica della BBC In all directions. La trasmissione presentava Ustinov e Jones a interpretare loro stessi in un'automobile a Londra sempre in cerca di Copthorne Avenue. La commedia viveva grazie ai personaggi che incontravano lungo la strada, spesso interpretati da loro. La trasmissione era inusuale per il periodo ed era più improvvisata che scritta. Ustinov e Jones improvvisavano su un nastro che poi era modificato per essere trasmesso da Frank Muir e Denis Norden, che a volte prendevano parte alla commedia. Forse i personaggi più amati erano Morris e Dudley Grosvenor, due stupidi trafficoni dell'East End di Londra le cui gag terminavano sempre con la frase "Run for it, Morry" (o Dudley). Di questa trasmissione non è rimasta alcuna registrazione.
La sua autobiografia Dear me del 1977, che ricevette critiche positive, descrive la sua vita (apparentemente la sua infanzia) sotto le domande del suo stesso ego. Intraprese anche una carriera di scrittore, pubblicando fra i vari romanzi e racconti, soprattutto per bambini, La controspia e Non chiamatelo naso, editi in Italia da Mondadori nel 1990.
Nell'ultima parte della sua vita, dal 1969 alla sua morte, la recitazione e la scrittura scesero in secondo piano rispetto al suo lavoro di ambasciatore dell'UNICEF, per la quale raccoglieva anche fondi. In questo ruolo si occupò dei bambini più bisognosi, usando le sue capacità per rallegrare chiunque. Il direttore esecutivo dell'UNICEF Carol Bellamy disse:
In occasione della missione svolta per l'UNICEF, Ustinov si recò a Berlino nel 2002 per vedere per la prima volta le opere scultoree dello United Buddy Bears, realizzate a sostegno di un mondo più pacifico che interessi le nazioni, le culture e le religioni. Ustinov si attivò affinché nel circolo di circa 140 orsi fosse rappresentato anche l'Iraq. Nel 2003 inaugurò sotto la propria egida la seconda esposizione di United Buddy Bears a Berlino.
Ustinov fu anche presidente del World Federalist Movement dal 1991 fino alla sua morte. Egli una volta disse:
Il pubblico britannico lo ha conosciuto prevalentemente come ospite di talk show, un ruolo per cui era idealmente adatto. Il suo eclettico retroterra culturale gli rese possibile criticare con umorismo il tipo britannico. Negli ultimi anni di vita si cimentò in qualche monologo teatrale, lasciando libero sfogo alle proprie doti di narratore. Raccontò la storia della propria vita e dei suoi frequenti "allontanamenti dalla società britannica" (come ad esempio quando, durante un esame, gli fu chiesto di citare il nome di un compositore russo. Egli nominò Rimskij-Korsakov, ma venne considerato un errore, dato che il compositore di cui si era parlato in classe era stato Pëtr Il'ič Čajkovskij; gli fu detto anche in tale occasione di non fare l'esibizionista).
Parlava inglese, francese, tedesco, italiano, russo, spagnolo fluentemente, e anche un po' di turco e greco moderno. La sua predisposizione per le lingue gli consentì di doppiare il Principe Giovanni in Robin Hood (1973) sia in inglese sia in tedesco.
Alla fine degli anni sessanta divenne cittadino svizzero per eludere il sistema fiscale britannico che tassava i guadagni dei personaggi più ricchi con aliquote fino al 90%. Malgrado ciò fu nominato baronetto nel 1990 e fu insignito del titolo di Cancelliere della University of Durham nel 1992, essendo già stato in precedenza il rettore della University of Dundee alla fine degli anni settanta (un ruolo che lo portò a essere da meramente rappresentativo a politicamente attivo, negoziando con il movimento studentesco).
Ustinov difese di frequente il governo cinese, affermando in un discorso alla University of Durham nel 2000 che:
Nel 2003 la University of Durham ribattezzò la propria "Graduate Society" Ustinov College a riconoscimento dei grandi servigi resi da Ustinov come Chancellor dell'Università tra il 1992 e l'anno della sua morte.

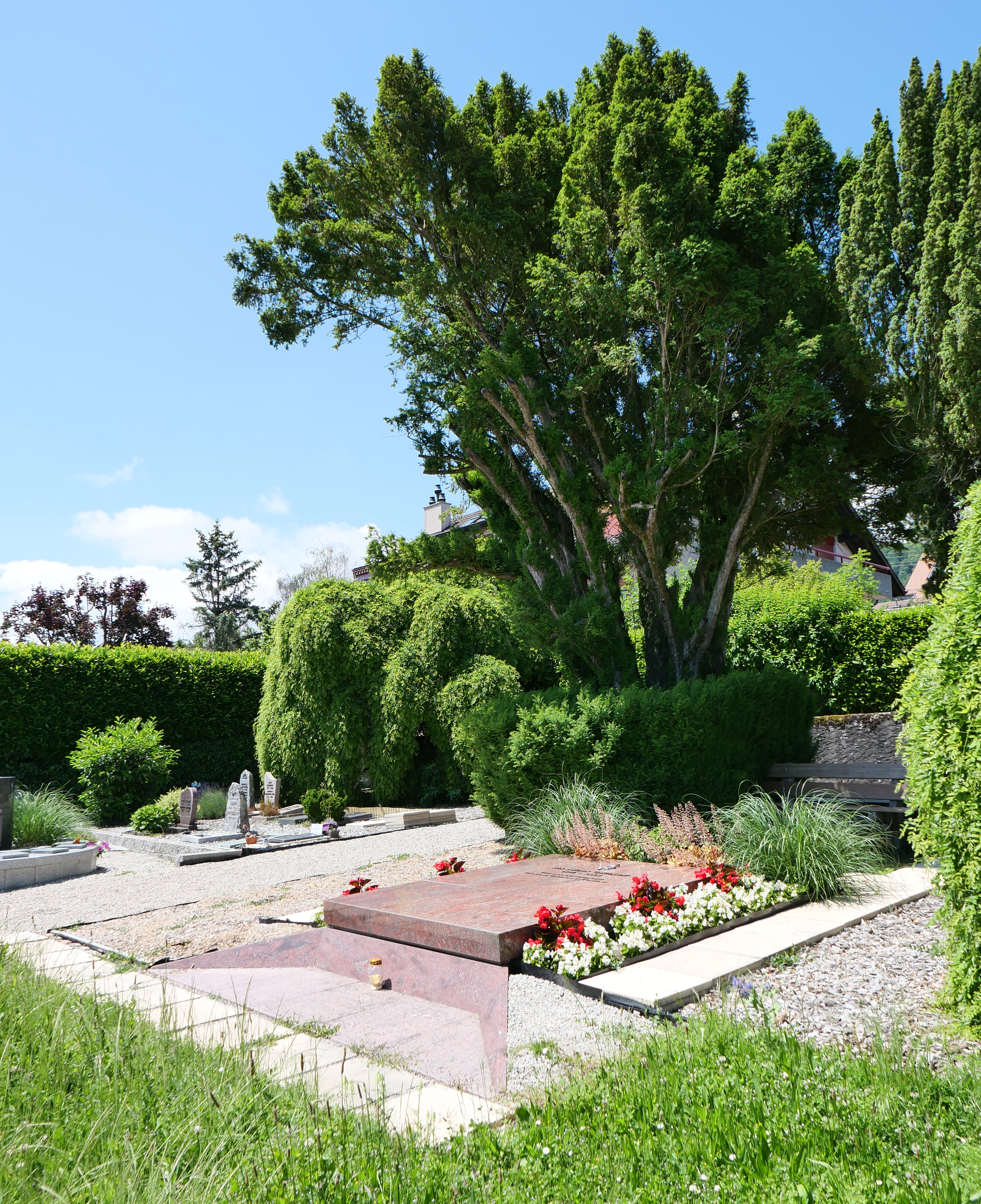
La tomba nel 2024.

Ustinov si sposò tre volte, la prima con Isolde Denham, sorellastra di Angela Lansbury, che apparve accanto a lui nel film Assassinio sul Nilo. Dal matrimonio, durato dal 1940 al 1950, la coppia ebbe una figlia, Tamara. Il secondo matrimonio fu con l'attrice Suzanne Cloutier, che durò dal 1954 al divorzio avvenuto nel 1971. La coppia ebbe tre figli, Pavla, Andrea e Igor. Il suo terzo matrimonio fu con Helene du Lau d'Allemans, che durò dal 1972 fino alla sua morte .
Ustinov morì il 28 marzo 2004 per insufficienza cardiaca nella clinica svizzera di Genolier, vicino alla sua casa di Bursins, nel cantone di Vaud. Fu talmente rispettato come ambasciatore dell'UNICEF che il direttore esecutivo dell'agenzia stessa, Carol Bellamy, parlò al suo funerale in rappresentanza del Segretario generale delle Nazioni Unite Kofi Annan.

La salma di Ustinov è inumata presso il cimitero di Bursins, nel Canton Vaud, Distretto di Nyon (Svizzera). La sua lastra tombale reca l'iscrizione:
« SIR PETER USTINOV
1921-2004
Writer-Actor-Humanist

Musicien-Membre de l'Institut »

## Filmografia

### Attore

#### Cinema
- Volo senza ritorno (One of Our Aircraft Is Missing), regia di Michael Powell e Emeric Pressburger (1942)
- The Goose Steps Out, regia di Basil Dearden e Will Hay (1942)
- Let the People Sing, regia di John Baxter (1942)
- La via della gloria (The Way Ahead), regia di Carol Reed (1944)
- Private Angelo, regia di Michael Anderson e Peter Ustinov (1949)
- Odette, regia di Herbert Wilcox (1950)
- Hotel Sahara, regia di Ken Annakin (1951)
- Quo vadis (Quo vadis), regia di Mervyn LeRoy e Anthony Mann (1951)
- Stupenda conquista (The Magic Box), regia di John Boulting (1951)
- Sinuhe l'egiziano (The Egyptian), regia di Michael Curtiz (1954)
- Lord Brummell (Beau Brummell), regia di Curtis Bernhardt (1954)
- Non siamo angeli (We're No Angels), regia di Michael Curtiz (1955)
- Lola Montès, regia di Max Ophüls (1955)
- I girovaghi, regia di Hugo Fregonese (1956)
- Le spie (Les espions), regia di Henri-Georges Clouzot (1957)
- Un angelo è sceso a Brooklyn, regia di Ladislao Vajda (1957)
- Spartacus, regia di Stanley Kubrick (1960)
- I nomadi (The Sundowners), regia di Fred Zinnemann (1960)
- Giulietta e Romanoff (Romanoff and Juliet), regia di Peter Ustinov (1961)
- Billy Budd, regia di Peter Ustinov (1962)
- Topkapi, regia di Jules Dassin (1964)
- A braccia aperte (John Goldfarb, Please Come Home!), regia di J. Lee Thompson (1965)
- Lady L, regia di Peter Ustinov (1965)
- I commedianti (The Comedians), regia di Peter Glenville (1967)
- Il fantasma del pirata Barbanera (Blackbeard's Ghost), regia di Robert Stevenson (1968)
- Milioni che scottano (Hot Millions), regia di Eric Till (1968)
- Riprendiamoci Forte Alamo! (Viva Max), regia di Jerry Paris (1969)
- Una faccia di c... (Hammersmith Is Out), regia di Peter Ustinov (1972)
- Il mistero del dinosauro scomparso (One of Our Dinosaurs Is Missing), regia di Robert Stevenson (1975)
- La fuga di Logan (Logan's Run), regia di Michael Anderson (1976)
- Il tesoro di Matecumbe (Treasure of Matecumbe), regia di Vincent McEveety (1976)
- Un taxi color malva (Un taxi mauve), regia di Yves Boisset (1977)
- Io, Beau Geste e la legione straniera (The Last Remake of Beau Geste), regia di Marty Feldman (1977)
- Doppio delitto, regia di Steno (1977)
- Assassinio sul Nilo (Death on the Nile), regia di John Guillermin (1978)
- Ashanti, regia di Richard Fleischer (1979)
- Nous maigrirons ensemble, regia di Michel Vocoret (1979)
- Charlie Chan e la maledizione della regina drago (Charlie Chan and the Curse of the Dragon Queen), regia di Clive Donner (1981)
- Giallo in casa Muppet (The Great Muppet Caper), regia di Jim Henson (1981)
- Venezia, carnevale, un amore, regia di Mario Lanfranchi (1982)
- Delitto sotto il sole (Evil Under the Sun), regia di Guy Hamilton (1982)
- Memed My Hawk, regia di Peter Ustinov (1984)
- Appuntamento con la morte (Appointment with Death), regia di Michael Winner (1988)
- C'era un castello con 40 cani, regia di Duccio Tessari (1990)
- L'olio di Lorenzo (Lorenzo's Oil), regia di George Miller (1992)
- Stiff Upper Lips, regia di Gary Sinyor (1998)
- Lo scapolo d'oro (The Bachelor), regia di Gary Sinyor (1999)
- Luther - Genio, ribelle, liberatore (Luther), regia di Eric Till (2003)

#### Televisione
- Peer Gynt, regia di Royston Morley – film TV (1954)
- BBC Sunday-Night Theatre – serie TV, 1 episodio (1955)
- Omnibus – serie TV, 3 episodi (1957-1958)
- The Steve Allen Show – serie TV, 1 episodio (1958)
- Barefoot in Athens, regia di George Schaefer – film TV (1966)
- Klapzubova jedenáctka – serie TV, 1 episodio (1968)
- A Storm in Summer, regia di Buzz Kulik – film TV (1970)
- Gideon, regia di George Schaefer – film TV (1971)
- Burt Bacharach: Opus No. 3, regia di Dwight Hemion – film TV (1973)
- Kein Abend wie jeder andere, regia di Hermann Leitner – film TV (1976)
- Gesù di Nazareth (Jesus of Nazareth), regia di Franco Zeffirelli – miniserie TV (1977)
- Il ladro di Bagdad (The Thief of Baghdad), regia di Clive Donner – film TV (1978)
- Ombre su Dublino (Strumpet City) – serie TV, 1 episodio (1980)
- Imaginary Friends, regia di Michael Darlow – film TV (1983)
- Abgehort, regia di Rolf von Sydow – film TV (1984)
- Agatha Christie: 13 a tavola (Thirteen at Dinner), regia di Lou Antonio – film TV (1985)
- Agatha Christie: Caccia al delitto (Dead Man's Folly), regia di Clive Donner – film TV (1986)
- Agatha Christie: Delitto in tre atti (Murder in Three Acts), regia di Gary Nelson – film TV (1986)
- Il giro del mondo in 80 giorni (Around the World in 80 Days), regia di Buzz Kulik – miniserie TV (1989)
- La rivoluzione francese (La révolution française), regia di Robert Enrico e Richard T. Heffron – miniserie TV (1989)
- The Orchestra – film TV (1990)
- Wings of the Red Star MIG Force – miniserie TV (1993)
- The Old Curiosity Shop, regia di Kevin Connor – film TV (1995)
- Alice nel paese delle meraviglie (Alice in Wonderland), regia di Nick Willing – film TV (1999)
- Deutschlandspiel, regia di Hans-Christoph Blumenberg – miniserie TV (2000)
- Victoria & Albert, regia di John Erman – miniserie TV (2001)
- Salem Witch Trials, regia di Joseph Sargent – film TV (2002)
- Solstizio d'inverno (Winter Solstice), regia di Martyn Friend – film TV (2003)

#### Cortometraggi
- New Acres, regia di R.K. Neilson-Baxter (1941)
- The New Lot, regia di Carol Reed (1943)
- The Legend of the Good Beasts, regia di Ted Obolensky (1956)
- The Search of Santa Claus, regia di Stan Swan (1981)

#### Documentari
- Mein Kampf - My Crimes, regia di Norman Lee (1940)
- Peter Ustinov on the Orient Express, regia di John McGreevy – documentario TV (1991)
- Paths of the Gods, regia di John McGreevy – documentario (1995)

### Doppiaggio
- Il piacere (Le plaisir), regia di Max Ophüls (1952)
- La pastorella e lo spazzacamino (La Bergère et le ramoneur), regia di Paul Grimault (1952)
- La donna nel mondo, regia di Paolo Cavara, Gualtiero Jacopetti e Franco Prosperi (1963)
- The Peaches, regia di Michael Gill (1965)
- The Story of Babar, the Little Elephant, regia di Ed Levitt e Bill Melendez – film TV (1968)
- Babar Comes to America, regia di Ed Levitt e Bill Melendez – film TV (1971)
- Clochemerle – serie TV, 9 episodi (1972)
- Robin Hood, regia di Wolfgang Reitherman (1973)
- The Mouse and His Child, regia di Charles Swenson e Fred Wolf (1977)
- Metamorphoses, regia di Takashi (1978)
- Tarka the Otter, regia di David Cobham (1979)
- Doctor Snuggles – serie TV, 13 episodi (1979-1980)
- Grendel Grendel Grendel, regia di Alexander Stitt (1981)
- Peep and the Big Wide World, regia di Kaj Pindal (1988)
- Granpa, regia di Dianne Jackson – film TV (1989)
- The Phoenix and the Magic Carpet, regia di Zoran Perisic (1995)
- La fattoria degli animali (Animal Farm), regia di John Stephenson – film TV (1999)

### Sceneggiatore
- The New Lot, regia di Carol Reed (1943) - corto
- La via della gloria (The Way Ahead), regia di Carol Reed (1944)
- The True Glory, regia di Garson Kanin e Carol Reed (1945)
- School for Secrets, regia di Peter Ustinov (1946)
- Vice Versa, regia di Peter Ustinov (1948)
- Private Angelo, regia di Michael Anderson e Peter Ustinov (1949)
- Il peccato di Lady Considine (Under Capricorn), regia di Alfred Hitchcock (1949)
- BBC Sunday-Night Theatre – serie TV, 2 episodi (1950-1955)
- Lola Montès, regia di Max Ophüls (1955)
- The DuPont Show of the Month – serie TV, 1 episodio (1957)
- Omnibus – serie TV, 1 episodio (1958)
- Spartacus, regia di Stanley Kubrick (1960)
- Giulietta e Romanoff (Romanoff and Juliet), regia di Peter Ustinov (1961)
- Billy Budd, regia di Peter Ustinov (1962)
- Lady L, regia di Peter Ustinov (1965)
- Das Leben in meiner Hand, regia di Rolf von Sydow – film TV (1966)
- Thursday Theatre – serie TV, 1 episodio (1966)
- Milioni che scottano (Hot Millions), regia di Eric Till (1968)
- Au théatre ce soir – serie TV, 1 episodio (1969)
- Endspurt, regia di Harry Meyen (1970)
- Foto finis-yaris bitti – miniserie TV (1977)
- Memed My Hawk, regia di Peter Ustinov (1984)
- La dixième de Beethoven, regia di Jean-Paul Roux – film TV (1986)
- Russia, regia di John McGreevy – miniserie TV (1986)
- Peter Ustinov on the Orient Express, regia di John McGreevy – film TV (1991)
- Inside the Vatican, regia di John McGreevy – miniserie TV (1993)

### Regista
- School for Secrets (1946)
- Vice versa (1948)
- Private Angelo (1949)
- Omnibus – serie TV, 1 episodio (1958)
- Giulietta e Romanoff (Romanoff and Juliet) (1961)
- Billy Budd (1962)
- Lady L (1965)
- Una faccia di c... (Hammersmith Is Out) (1972)
- Memed My Hawk (1984)

### Produttore
- School for Secrets, regia di Peter Ustinov (1946)
- Vice Versa, regia di Peter Ustinov (1948)
- Private Angelo, regia di Michael Anderson e Peter Ustinov (1949)
- Giulietta e Romanoff (Romanoff and Juliet), regia di Peter Ustinov (1961)
- Billy Budd, regia di Peter Ustinov (1962)

## Riconoscimenti
- Premi Oscar
  - 1952 – Candidatura all'Oscar al miglior attore non protagonista per Quo vadis
  - 1961 – Miglior attore non protagonista per Spartacus
  - 1965 – Miglior attore non protagonista per Topkapi
  - 1969 – Candidatura alla migliore sceneggiatura originale per Milioni che scottano
- Golden Globe
  - 1952 – Miglior attore non protagonista per Quo vadis
  - 1961 – Candidatura al miglior attore non protagonista per Spartacus
  - 1965 – Candidatura al miglior attore in un film commedia o musicale per Topkapi
- Laurel Awards
  - 1961 – Miglior attore non protagonista per Spartacus
- Primetime Emmy Awards
  - 1958 - Migliore attore protagonista in una miniserie o film - Omnibus episodio The Life of Samuel Johnson
  - 1967 - Migliore attore protagonista in una miniserie o film - Hallmark Hall of Fame episodio Barefoot in Athens
  - 1970 - Migliore attore protagonista in una miniserie o film -  A Storm in Summer

## Doppiatori italiani
Nelle versioni in italiano delle opere in cui ha recitato, Peter Ustinov è stato doppiato da:
- Antonio Guidi in La fuga di Logan, Il tesoro di Matecumbe, Un taxi color malva, Doppio delitto, Gesù di Nazareth, Assassinio sul Nilo, Ashanti, Delitto sotto il sole, Agatha Christie: 13 a tavola, Agatha Christie: Caccia al delitto, Agatha Christie: Delitto in tre atti
- Carlo Romano in Hotel Sahara, Sinuhe l'egiziano, Spartacus, Giulietta e Romanoff, Topkapi
- Stefano Sibaldi in Lord Brummell, Non siamo angeli, Lola Montès, Billy Budd
- Sergio Graziani in Appuntamento con la morte, L'olio di Lorenzo, Luther - Genio, ribelle, liberatore, Solstizio d'inverno
- Arnoldo Foà in Quo vadis, I girovaghi
- Mario Bardella in Il giro del mondo in 80 giorni, La rivoluzione francese
- Emilio Cigoli in Un angelo è sceso a Brooklyn
- Giorgio Capecchi in I nomadi
- Corrado Gaipa in Il fantasma del pirata Barbanera
- Elio Pandolfi in Il mistero del dinosauro scomparso
- Silvio Spaccesi in Charlie Chan e la maledizione della regina drago
- Bruno Alessandro in C'era un castello con 40 cani
- Renato Mori ne Lo scapolo d'oro
- Vittorio Di Prima in Alice nel Paese delle Meraviglie
- Pino Ferrara in Appuntamento con la morte (ridoppiaggio)
- Edoardo Siravo in The Muppet Show (ridoppiaggio)

Da doppiatore è stato sostituito da:
- Antonio Guidi in Robin Hood
- Mario Maranzana in L'impareggiabile dottor Snuggles
- Elio Pandolfi ne La fattoria degli animali